# Вергинија
Вергинија (lat. Verginia), легендарна личност везана за трагичне догађаје на Форуму који су наводно довели до побуне плебејаца и пада друге комисије децемвира (decemviri legibus scribundis).
Њима је било поверено да допуне оно што је пропуштено да се регулише у првих десет таблица најстарије римске кодификације. Пошто су окончали рад, и тиме испунили мандат који им је поверен, требало је да се децемвири добровољно повуку са власти и да одбове привремено суспендоване магистратуре (450. п. н. е.). Међутим, према сведочењу Ливија (3,44-55) и Дионисија Халикарнашког (11,28-37), Апије Клаудије Крас, један од децимвира, хтео је још док је на власти да се преваром домогне младе и угледне девојке Виргиније, која му није узвраћала љубав.
Наговорио је свог клијента да је прогласи за робињу, тако што ће на Форуму пред њим повести статусну парницу (привидни судски поступак у форми vindicatio in servitutem), с намером да девојку досуди свом клијенту као робињу, а потом да је од њега одузме. Као „бранилац слободе“ (adsertor libertatis) могао се појавити само њен отац, али је он био у рату. На притисак грађана који су се окупили на Форуму, био је приморан да одложи суђење за сутрадан, верујући да ни тада девојка неће имати браниоца. Међутим, на суђењу се изненада појавио њен отац, што Апија ипак није спречило да девојку досуди свом клијенту. Под изговором да хоће нешто да каже њеној дадиљи, отац је пришао и бодежом усмртио ћерку, како би је спасао понижења које је сматрао тежим од смрти. То је наводно изазвало побуну плебејаца и пад других децимвира (који су довршили рад на Закону XII таблица). Претпоставља се да се овде можда ради о историјском догађају који је довео до доношења Канулејевог закона (lex Canuleia, из 445. п. н. е.), којим се допуштао брак између патриција и плебејаца.
| „ | Децемвир је дошао на Форум са оружаном пратњом, али не да би напао неког ко се мирно држи, него да би оне који ремете мир у држави казнио у име магистратуре коју држи. Стога је боље да остану мирни. „Иди“, рече ликтору, „уклони руљу и ослободи пут господару да узме своју робињу.“ Кад је ово громогласно изговорио, испуњен гневом, маса се уколни, а напуштена девојка, плен сурове неправде, остаде сама. Кад виде да нема друге помоћи њен отац Вергиније рече: „Молим те, Апије, најпре опрости очевом болу што сам те оштрије напао и дозволи да у девојчином присуству упитам дадиљу шта све ово значи како би лакше отишао одавде ако сам лажно назван оцем“. Пошто му је то дозвољено, он одведе девојку и дадиљу код месарских радњи које се зову „нове таверне“, у близини Клоакине, па зграбивши нож од касапина узвикну: „Ћерко, једино те на овај начин могу ослободити“ и нато прободе девојчино срце, па окрећући се форумском трибуналу где је стајао децемвир, повика: „Ова крв, Апије, нека падне на тебе и на твоју главу.“ Зачу се граја због страшних дела, а узбуђени Апије нереди да ликтори ухвате Вергинија. Овај је мачем пробијао себи пут док није, штићен присталицама, стигао до градских капија. (Лив. 3,48) | ” |